# Metal free
Metal free (senza metallo) è una definizione utilizzata in ambito odontoiatrico/odontotecnico per classificare le riabilitazioni protesiche fisse senza un supporto metallico. 

## Descrizione
I principali prodotti utilizzati per realizzare tali protesi sono: resine composite, ceramica feldspatica, disilicato di litio e ossido di zirconio.
Le resine composite sono le meno stabili nel tempo, in quanto tendono a decolorarsi.
La ceramica feldspatica è sicuramente il materiale più estetico e stabile nel tempo, è indicato per i restauri di denti singoli anteriori.
Il disilicato di litio è sovrapponibile come caratteristiche estetiche alla ceramica feldspatica ma con delle caratteristiche di durezza maggiori, è pertanto indicato anche per i restauri sui denti posteriori.
L'ossido di zirconio è il materiale più resistente in assoluto, ma non possiede le caratteristiche estetiche della ceramica feldspatica. Viene utilizzato come materiale sostitutivo del metallo, deve pertanto essere ricoperto da un rivestimento di ceramica feldspatica. L'ossido di zirconio può essere utilizzato anche per la costruzione di ponti dentali.